# Norris Graham
Norris "Norey" James Graham (25. januar 1906 - 9. juli 1980) var en amerikansk roer og olympisk guldvinder, født i Portland, Oregon.
Graham var styrmand i USA's otter, der vandt guld ved OL 1932 i Los Angeles, den fjerde amerikanske OL-guldmedalje i otteren i træk. Resten af besætningen bestod af Edwin Salisbury, James Blair, Duncan Gregg, David Dunlap, Burton Jastram, Charles Chandler, Harold Tower og Winslow Hall. Der deltog i alt otte både i konkurrencen, hvor amerikanerne sikrede sig guldet foran Italien og Canada, der vandt henholdsvis sølv og bronze. Det var de eneste olympiske lege Graham deltog i.

## OL-medaljer
- 1932:  Guld i otter